# マシュー・ウィリアムソン

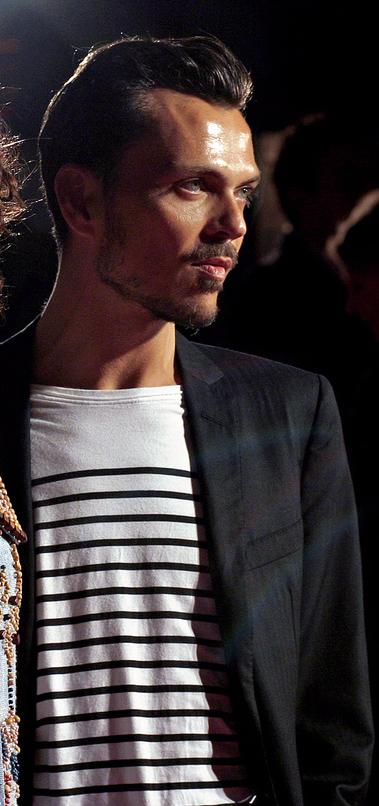
マシュー・ウィリアムソン

マシュー・ウィリアムソン（Matthew Williamson、1971年10月23日 - ）は、イギリスのファッションデザイナー。

## 経歴
イングランド、マンチェスター生まれ。18歳までマンチェスターで過ごす。1994年にロンドンの名門セントラル・セント・マーチンズ・カレッジを卒業。カラフルな色使いが特徴で、「色の魔術師」と呼ばれる。マルニなどのプロジェクトに携わったのち、1995年に自身の名前を冠した「マシュー・ウィリアムソン」を設立。2006年からエミリオ・プッチのクリエイティブ・デザイナーをつとめている。2009年にはH&Mとコラボレーションした商品を発表した。

## 人物
シエナ・ミラーやケリス、ミック・ジャガーの娘のジェイド・ジャガーらと仲の良い友人である。また、ゲイであることを公表している。